# Keur Guilaye
 (septembre 2020).
Keur Guilaye est un village du Sénégal situé à une cinquantaine de kilomètres au Nord de Dakar.
Il est principalement connu pour son monastère bénédictin, tout proche de celui de Keur Moussa.

## Administration
Keur Guilaye fait partie de la communauté rurale de Keur Moussa dans le département de Thiès dans la région de Thiès.

## Géographie
Les localités les plus proches sont Ndoyene Peul, Ndirene, Keur Yakham Ndiaye et Keur Moussa. 

## Physique géologique
Le climat est de type sub-sahélien.

## Population
Selon le PEPAM (Programme d'eau potable et d'assainissement du Millénaire), Keur Guilaye compterait 197 personnes et 23 ménages.

## Activités économiques
Une quinzaine de moniales prennent soin de la population, accueillent des personnes pour des retraites spirituelles et pratiquent aussi la culture dans cette région des Niayes (agrumes notamment).